# Comtat de Ripoll
El comtat de Ripoll fou un territori de la Catalunya carolíngia esmentat als documents dels segles x a xii, que gairebé sempre va dependre del comtat de Besalú. Comprenia l'actual comarca del Ripollès, sense les valls de Camprodon, que pertanyia al comtat de Besalú, i la vall de Ribes, que pertanyia al comtat de Cerdanya. Malgrat tot només va tenir un comte titular propi que consti:
- Entre 988 i 1002, Oliba I

## Orígens
El seu origen es troba en l'antic pagus de Ripoll, format amb territoris dels comtats de Cerdanya i d’Osona. El comte que organitzà i repoblà la comarca del Ripollès fou Guifré el Pelós (870-897). Aquest comte va emprendre la tasca de repoblar les zones semidesèrtiques com eren les del Ripollès, el Berguedà i Osona, un projecte que culminà amb la creació del comtat d’Osona. Per consolidar la cohesió territorial, Guifré també va promoure la creació de nous centres monàstics, entre els quals Santa Maria de Ripoll (880) i Sant Joan de les Abadesses (v. 885), que van tenir un paper clau en l’administració i l'economia del territori. A la seva mort, els seus fills van heretar els comtats, i així s'inicià la successió hereditària, que donaria lloc a la nissaga dels comtes de Barcelona. Amb l’objectiu de consolidar el seu poder polític, aquesta família comtal va convertir el monestir de Ripoll en part d’un programari ideològic que justificava la seva preeminència. El monestir es va convertir en panteó comtal i s'hi va promoure la creació d’un important escriptori, una de les funcions del qual era la preservació de la memòria dinàstica de Guifré i els seus descendents. La llegenda que presentava Guifré el Pelós com a fundador de la pàtria catalana fou recollida al segle xii en la Gesta Comitum Barcinonensium, redactada a l'scriptorium del monestir de Ripoll. La creació d’aquest relat respon a la necessitat de mostrar el prestigi i l’antiguitat del títol comtal de Barcelona.

## Evolució
Aquest pagus de Ripoll se'n segregà a la darreria del segle X per unir-se a la casa comtal de Cerdanya, i després, amb categoria de comtat, a partir del 988, per herència del comte Oliba Cabreta, el seu fill, Oliba, el futur bisbe i abat, actuà sovint al Ripollès com a comte, com també ho va fer al Berguedà.

## La fi del comtat
El 1002 o 1003 en professar monjo el qui després serà l'abat Oliba, aquest cedí el títol comtal al seu gemà el comte Bernat I de Besalú, comtat al qual restà unit definitivament. El 1111, arran de la mort sense descendència del comte Bernat III de Besalú, va extingir-se el casal comtal de Besalú. Aleshores, els seus dominis -el comtat de Besalú, el comtat d'Osona, el comtat de Ripoll i el Fenollet, el Vallespir, Castellnou i Perapertusa- passaren al comte Ramon Berenguer III de Barcelona.

## Comtes de Ripoll[1]
| Núm. | Titular                                                     | Període                                                     | Relació amb predecessor                                     |
| Creat per testament d'Oliba Cabreta, pare d'Oliba I, el 988 | Creat per testament d'Oliba Cabreta, pare d'Oliba I, el 988 | Creat per testament d'Oliba Cabreta, pare d'Oliba I, el 988 | Creat per testament d'Oliba Cabreta, pare d'Oliba I, el 988 |
| --- | ----------------------------------------------------------- | ----------------------------------------------------------- | ----------------------------------------------------------- |
| I | Oliba I                                                     | 988-1002                                                    |                                                             |
| II | Bernat I                                                    | 1002-1020                                                   | Germà de l'anterior                                         |
| III | Guillem I                                                   | 1020-1052                                                   | Fill de l'anterior                                          |
| IV | Guillem II                                                  | 1052-1066                                                   | Fill de l'anterior                                          |
| V | Bernat II                                                   | 1066-1097                                                   | Germà de l'anterior                                         |
| VI | Bernat III                                                  | 1097-1111                                                   | Nebot de l'anterior, fill de Guillem II                     |
| El 1111 mor Bernat III sense hereu. El comtat de Ripoll passa a Ramon Berenguer III, comte de Barcelona. Ramon Berenguer II, el seu pare, era cosí cinquè de Bernat III. |                                                             |                                                             |                                                             |